# Lady Six Monkey
Lady Six Monkey (Ñuñuu Dzico-Coo-Yodzo), född 1073, död 1100, var en regerande drottning av det mixtekiska kungariket Huachino 1090–1100, samt tronföljare av Jaltepec 1073-1100 (aldrig tillträdd). Hon beskrivs i sin egen stads historiska manuskript, Codex Selden, men också i många andra samtida mixtekiska dokument.

## Tronföljare
Lady Six Monkey föddes i Jaltepec. Hon tillhörde Jaltepecdynastin. Hon växte upp under en tid av stridigheter mellan de mixtekiska stadsstaterna Tilantongo, Jaltepec och Huachino efter himmelskriget 963.
År 1040 utbröt en tronkris i Jaltepec. Den inflytelserika statsmannen Lord Eight Wind av Suchixtlán lyckades genom ett nätverk av allianser installera sin dotter Lady Nine Wind som regerande drottning i Jaltepec. Hennes högtidliga intåg i staden beskrivs i Codex Selden, och hur hon som grundare av en ny dynasti offrade tobak på stadens huvudplaza. Hennes far arrangerade sedan ett äktenskap med Lord Ten Eagle av Tilantongo. I bröllopsceremonin avbildas bruden som centralfigur och brudgummen sittande på en mindre sittkudde som knappt rör vid huvudplattformen. Paret fick tre söner.
År 1073 offrades de tre prinsarna i staden Chalcatongo, en helgedom behärskad de dödas orakel, Lady Nine Grass, som också var dess regerande prästdrottning. Skälet är okänt. Samma år föddes Lady Six Monkey. Till skillnad från sina bröder välsignades hon av oraklet, utropades till tronarvinge, och fick en präst utsedd av oraklet till lärare och rådgivare.

## Giftermål
Lady Six Monkey tycks ha varit trolovad med kung Lord Two Rain av Tilantongo (d. 1096), men 1081 tycks förlovningen ha brutits.
År 1081 åkallade Lord Two Rain själen efter den döda Lord Eight Wind, som gav honom tillstånd att attackera Jaltepec. Hans armé besegrades av Jaltepecs prinsgemål.
1082 besökte Lady Six Monkey oraklet Lady Nine Grass och bad om råd för en ny äktenskapsallians. Lady Nine Grass sammankallade en kongress med representanter från de flesta mixtekiska kungariken/stadstater. De två kvinnorna förklarade sedan att den nya framtida brudgummen var kung Lord Eleven Wind av Huachino. 
Representanten Lord Eight Deer av Tilantongo övertog kort därpå staten Tututepec. Lady Six Monkey var endast nio år, så bröllopet sköts på framtiden.

## Drottning av Huachino
År 1090 ägde vigseln mellan Lady Six Monkey och Lord Eleven Wind av Huachino rum, när bruden var sjutton år. I samband med vigseln skulle hon utropas till sin blivande makes medregent även i hans kungarike, Huachino, och gjorde en rundresa där som skulle sluta med huvudstaden och bröllopet, åtföljd av präster från hennes allierade, Lady Nine Grass. Två av Huachinos vasallkungar, Six lizard och Two Alligator, vägrade henne inträde och motsatte sig Jaltepec-Huachino-alliansen. Hon ändrade då sitt brudtågs destination till Lady Nine Grass i Chalcatongo, där hon mottog en armé och en rustning och vapen för att själv tåga mot fienden. Hon besegrade och tillfångatog vasallerna och plundrade deras städer och förde dem till Jaltepec, där hon själv offrade Lord Two Alligator genom att skära ut hans hjärta. Hon fortsatte sedan sitt brudttåg till Huachino, där hon presenterade sina fångar till sin brudgum, som sedan offrade dem. Under bröllopet och kröningen mottog hon en quechquemitl (klänningsöverdel) med krigssymboler, och smeknamnet “War Blouse” eller “War Shirt.”
Lady Six Monkey regerade sedan med sin make i Huachino. Deras plan var att ena de mixtekiska stadsstaterna. Hon fick två söner, Lord Four Wind 1092 och en annan 1095. Lord Two Rain av Tilantongo avled 1096, vilket gjorde hans tron vakant. Hon planerade då att överta den. Lord Eight Deer av Tututepec övertog istället denna tron med toltekiskt stöd, och fick 1098 stöd av solens orakel i Achiutla. Detta sågs som ett hot av Lady Six Monkey. År 1100 lät hon en attentatsman mörda Lord Eight Deers bror och rådgivare, Lord Twelve Movement. Direkt efter mordet samlade hon sin armé för att attackera Tilantongo. Hon förlorade det följande slaget, och drog sig tillbaka till Huachino. De förlorade även det följande slaget, och staden intogs och hon och hennes make tillfångatogs av Lord Eight Deer. Staden brändes ned och förstördes, och enligt sed offrades hon som en del av segerfirandet som en besegrad fiendes ledare: hon dödades först, följd av hennes make, medan hennes söner fördes bort som gisslan. Eight Deer förverkligade sedan drömmen om ett enat mixktekiskt rike. År 1115 blev hennes son Four Wind myndig, samlade en armé och dödade sin mors mördare Eight Deer, offrade honom, gifte sig med hans dotter och övertog hans rike.
Lady Six Monkey, och hennes allierade Lady Nine Grass, tycks ha varit de sista regerande drottningarna bland mixtekerna.